# Gastón Malacalza
Gastón Malacalza (La Plata, 30 de enero de 1974) es un jugador profesional de padel que disputó su último torneo a finales de 2015.

## Carrera
A los 16 años se inicia en la categoría de principiante junto a su hermano Adrián.  En 1993 se convierte en jugador profesional con 19 años.
En noviembre del año 1994 con solo 20 años sufrió un grave accidente de tráfico con su moto llegando a estar en estado de coma durante doce horas lo que le hizo dejar por completo el pádel.
Su ranking era el puesto 27.
En marzo del año 1995 volvió a las pistas y se sitúa de nuevo entre los 30 mejores jugadores del mundo.
Número uno del ranking argentino en los años 2001 y 2002, alternando con parejas como Maxi Grabiel, Roby Gattiker y ocasionalmente, Fernando Belasteguín.
A partir del 2003, se traslada a Madrid a competir en el circuito profesional, donde formó pareja con Mati Díaz.
Posteriormente jugó con Maxi Grabiel con quien llegó a ser pareja número 3 del circuito en el año 2007; con Matas Diaz; con Willy Lahoz , con Gerardo Derito y en los últimos años, ha tenido muchas parejas como Alex Ruiz o Álvaro Cepero.
En mayo del 2016 en el Open WPT de Las Rozas recibió el homenaje que le rindió el WPT por su trayectoria y contribución al deporte del pádel.
En 2008 crea la empresa Malacalza Sport, su propia marca de palas. Desde 2016,  entrena a jugadores de pre-previa previa y cuadro del World Padel Tour.

## Entrenador WPT
En 2017 se inicia su trayectoria como entrenador WPT, entrenando a la pareja Willy Lahoz ( número 17 ranking)- Matias Marina Artuso ( número 30 del ranking) y jugadores de la PrePrevia.

## Hitos deportivos
- 2005 finalista en Melilla derrotando a Juan y Bela en uno de los 2 partidos que perdieron ese año.
- Campeón en Badajoz en 2004 derrotando en la final a Roby Gattiker y Pablo Semprun, 6-3 6-0
- Finalista en Sotogrande en 2004 perdiendo con Juan y Bela.
- Semifinalista en 14 torneos del PPT año 2006.
- Semifinalista en 12 torneos del PPT año 2007 junto a Máxi Grabiel.
- Finalista 2008 en Logroño y Barcelona junto a Willy Lahoz.
- Finalista en Bilbao en 1997 con 23 años, perdiendo con Juan Martin y Piñón.
- 150 semifinales y cuartos de final.
- Jugador top 20 durante 15 años (1996-2010)
- Jugador top 15 durante 13 años (1997-2009)

## Pádel Pro Tour

### Finales
| N.º | Año                 | Torneo    | Pareja          | Oponentes en la final                 | Resultado |
| --- | ------------------- | --------- | --------------- | ------------------------------------- | --------- |
| 1.  | 19 de mayo de 2008  | Barcelona | Guillermo Lahoz | Juan Martín Díaz Fernando Belasteguín | 3-6 / 2-6 |
| 2.  | 29 de junio de 2008 | Logroño   | Guillermo Lahoz | Juan Martín Díaz Fernando Belasteguín | 2-6 / 5-7 |